# Giovanni Smirich
Giovanni Smirich (16. ožujka 1842.−24. siječnja 1929.), zadarski konzervator i slikar.
Osobito zaslužan za proučavanje i obnovu zadarskih povijesnih spomenika. Tijekom dugogodišnjeg konzervatorskog rada i djelovanja u Komisiji za ukras grada, njegov je akademski stav često bio odlučujući. 
Sagradio je 1901. godine i prvu vilu u zadarskoj Uvali maestrala s engleskim perivojem u kojem je podigao eksedru i kip sfinge u tadašnjem historicističkom zanosu.

## Vanjske poveznice
- Pero Livajić:  Zadarska sfinga slavi 100. rođendan, zaboravljena i zapuštena... Narodni list, Zadar, 20. srpnja 2018.